# Polnische Badmintonmeisterschaft 1990
Die Polnische Badmintonmeisterschaft 1990 fand vom 16. bis zum 18. März 1990 in Suwałki statt. Es war die 26. Austragung der Titelkämpfe.

## Medaillengewinner
| Disziplin    | Gold                                                                 | Silber                                                                  | Bronze |
| ------------ | -------------------------------------------------------------------- | ----------------------------------------------------------------------- | --- |
| Herreneinzel | Jacek Hankiewicz (Polonez Warszawa)                                  | Piotr Mazur (Technik Głubczyce)                                         | Grzegorz Świerczyna (AZS AGH Kraków) Andrzej Kołodyński (AZS AGH Kraków)                                                                   |
| Dameneinzel  | Beata Syta (Technik Głubczyce)                                       | Katarzyna Krasowska (Technik Głubczyce)                                 | Sylwia Bochat (Zremb Solec Kujawski) Wioletta Wilk (Motus Koszalin)                                                                        |
| Herrendoppel | Jerzy Dołhan (Technik Głubczyce) Jacek Hankiewicz (Polonez Warszawa) | Jacek Prędki (Stal Płock) Paweł Wasilewski (Stal Płock)                 | Jarosław Bąk (Technik Głubczyce) Marcin Paluch (Technik Głubczyce) Adrian Bąk (Technik Głubczyce) Roman Golinowski (Technik Głubczyce)     |
| Damendoppel  | Bożena Haracz (Technik Głubczyce) Beata Syta (Technik Głubczyce)     | Małgorzata Krasowska (Technik Głubczyce) Wioletta Wilk (Motus Koszalin) | Dorota Grzejdak (Motus Koszalin) Magdalena Konopka (Stal Płock) Monika Lipińska (Wilga Garwolin) Sylwia Rutkiewicz (AZS UW Warszawa)       |
| Mixed        | Jerzy Dołhan (Technik Głubczyce) Bożena Haracz (Technik Głubczyce)   | Piotr Mazur (Technik Głubczyce) Joanna Bednarska (Technik Głubczyce)    | Mirosław Adamczyk (Zremb Solec Kujawski) Sylwia Bochat (Zremb Solec Kujawski) Paweł Wasilewski (Stal Płock) Magdalena Konopka (Stal Płock) |